# Міжнародні закони у справах біженців
Міжнародні закони у справах біженців — галузь міжнародного права, що займається правами та захистом біженців. Існують розбіжності у думках серед вчених міжнародного права щодо співвідношення між законом про біженців та міжнародним законодавством з прав людини або міжнародним гуманітарним правом. Обговорення формує ширшу дискусію щодо фрагментації міжнародного права. У той час, як деякі вчені вважають кожну галузь права автономною, відмінною від інших галузей, інші розглядають три гілки як формування більшої нормативної системи, яка намагається захищати права всіх людей у будь-який час. Прихильники останньої концепції розглядають цю цілісну структуру як таку, що включає норми, які застосовуються лише до певних ситуацій, такі як збройний конфлікт та військова окупація (МГП), або до певних груп людей, включаючи біженців (закон у справах біженців), діти (Конвенція з прав дітей) та військовополонених (Женевська конвенція III 1949 року).